# (304) Olga
Olga (designació de planeta menor:304 Olga) és un gran asteroide del cinturó principal. Està classificat com un asteroide de tipus C i probablement està compost de material carbonós.
Va ser descobert per Johann Palisa el 14 de febrer de 1891 a Viena.

304 Olga ha estat identificada com un dels tres asteroides que probablement siguin el cos pare de les condrites juntament amb 449 Hamburga i 335 Roberta. Es coneixia que els tres asteroides tenien poc albedo (no reflectien tanta llum) i estaven a prop de "produir ressonàncies de meteorits". Les cronrites són el tipus de meteorit més comú que es troba a la Terra, ja que representa més del 80% de tots els meteors. Es diuen així per les minúscules partícules de silicat esfèriques que es troben al seu interior (aquestes partícules s'anomenen condrules).

Diagrama d'òrbita
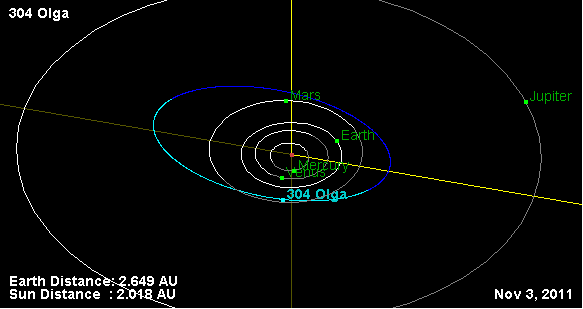
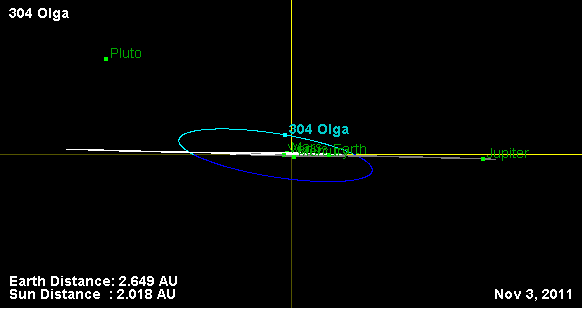